# Mathematisches Modell
Ein mathematisches Modell ist eine Beschreibung eines Ausschnittes der beobachtbaren Welt mittels mathematischer Notation. Dieses Modell kann in beliebigen, begrenzten Bereichen der beobachtbaren Realität, wie z. B. den Naturwissenschaften, den Wirtschafts- oder Sozialwissenschaften, der Medizin oder den Ingenieurwissenschaften Anwendung finden. Mathematische Modelle erlauben eine logische, strukturelle Durchdringung je nach Art hinsichtlich von geltenden Gesetzmäßigkeiten, erlaubten und nicht erlaubten Zuständen, sowie seiner Dynamik mit dem Ziel, diese Erkenntnisse auf das modellierte System zu übertragen.
Der Prozess zur Erstellung eines Modells wird als Modellierung bezeichnet. Die Erstellung eines mathematischen Modells für einen Realitätsausschnitt ist nicht mehr Aufgabe der Mathematik, sondern des jeweiligen Wissenschaftsgebietes. Inwieweit ein mathematisches Modell Vorgänge in der Realität korrekt beschreibt, muss durch Messungen überprüft und validiert werden.
Ein mathematisches Modell stellt somit einen Realitätsbezug her, der für mathematische Teilgebiete im Allgemeinen nicht vorhanden sein muss.

## Aufkommen und Verbreitung des Begriffs Modell
Dass Modellvorstellungen eine zunehmend wichtige Rolle in der wissenschaftlichen Theoriebildung spielen, wurde bei der Diskussion von Atommodellen Anfang des 20. Jahrhunderts klar erkannt. Aufgrund der wissenschaftstheoretischen Vorbildfunktion der Physik hat sich der Begriff Modell, wie andere ursprünglich physikalische Begriffe auch, in andere Disziplinen ausgebreitet.
Modellgestützte Methoden sind nicht auf die Naturwissenschaften beschränkt. Zum Beispiel beruhen die bekannten zweidimensionalen Auftragungen funktionaler Zusammenhänge in den Wirtschaftswissenschaften auf radikal vereinfachender Modellbildung.

## Begriffe in der Modellierung

### System
Hauptartikel für Systeme innerhalb der Systemtheorie: Systemtheorie
Mathematische Modelle modellieren Systeme.
Vereinfacht lässt sich ein System als eine Menge von Objekten beschreiben, die durch Relationen verbunden sind. Ein System kann dabei ein natürliches System (etwa ein See, ein Wald), ein technisches System (etwa ein Motor oder eine Brücke), aber auch ein virtuelles System (etwa die Logik eines Computerspiels) sein.
Ein System ist von seiner Umgebung umhüllt. Diese Umgebung wirkt von außen auf das System ein. Derartige Einwirkungen, werden als Relationen {\displaystyle {\mathcal {R}}} bezeichnet. Ein System reagiert auf Einwirkungen durch Veränderungen von Systemvariablen.
Grundsätzlich hat ein System auch Wirkungen nach außen, also auf die Umgebung. Im Rahmen der Modellierung von Systemen wird diese nach außen gerichtete Wirkung jedoch üblicherweise vernachlässigt.
Ein System wird von der Umgebung durch klar definierte Systemgrenzen abgeschlossen. Das bedeutet, dass für die Modellierung ausschließlich die definierten Relationen wirksam sind. Als Beispiel sei die Untersuchung des Phosphoreintrags in einen See genannt. Im Rahmen eines Modells soll als einzige Quelle ein in den See mündender Fluss betrachtet werden, die Grenze des Systems ist in diesem Beispiel dann die Relation „Fluss“. Weitere in der Natur auftauchende Quellen (Grundwasser, Schiffsverkehr, Fische, und so weiter) werden im Modell nicht berücksichtigt.
Die Definition eines konkreten Systems als Untersuchungsgegenstand bei der Modellierung von mathematischen Modellen erfolgt durch den Analytiker entsprechend dem Untersuchungsziel.

### Boxmodell
Schematisch lässt sich ein System über ein sogenanntes Boxmodell darstellen:
{\displaystyle {\mathcal {R}}\ \rightarrow \ {\begin{array}{|c|}\hline \quad \\\quad {\mathcal {V}}_{i}\leftrightarrow {\mathcal {V}}_{n}\quad \\\quad \\\hline \end{array}}\ \rightarrow }
Die Box repräsentiert dabei das modellierte System. Die Eingangsrelation {\displaystyle {\mathcal {R}}} symbolisiert die Einwirkungen der Umwelt auf das modellierte System und der ausgehende Pfeil dessen Reaktionen. Zwischen den Systemvariablen {\displaystyle {\mathcal {V}}} selbst, können beliebige weitere Relationen bestehen.
In der Praxis werden Boxmodelle als Denkhilfe benutzt. Die grafische Darstellung eines Systems vereinfacht die Erkennung von Systemvariablen. Ein modelliertes System kann dabei aus beliebig vielen weiteren Subsystemen bestehen, die jeweils wieder ein eigenes Boxmodell darstellen.
Das Boxmodell wird insbesondere in den Ingenieurwissenschaften bei der Erstellung von Computermodellen benutzt. Dabei stellen die Modelle jeweils insgesamt ein Boxmodell (genauer die Relationen innerhalb des Systems) dar. Jedes grafische Element ist wiederum ein eigenes Boxmodell. Zur Vereinfachung wurden dabei unterschiedliche grafische Symbole für Boxmodelle benutzt, etwa ein gewendeltes Symbol um die Systemvariable einer Spule darzustellen.
Im Rahmen der Modellierung sind Systeme denkbar, die Wirkungen nach außen haben, aber keine Eingangsrelationen. Etwa ein System welches Zeittakte produziert. Es sind auch Systeme denkbar, die zwar über Eingangsrelationen aber nicht über Auswirkungen verfügen. Zum Beispiel zum Monitoring von Werten.
Nach dem Grad der Bestimmtheit eines Boxmodells lassen sich Boxmodelle in Black-Box- und White-Box-Modelle unterscheiden. Black-Box-Modelle beschreiben das Verhalten eines Systems in Form einer Gleichung, ohne dabei die Komplexität des Systems zu berücksichtigen. White-Box-Modelle versuchen dagegen ein System so genau wie möglich zu modellieren.
Die Wahl eines dieser Modelle ist abhängig vom Untersuchungsgegenstand. Soll ein mathematisches Modell lediglich als Berechnungshilfe dienen, ist eine Black Box ausreichend. Soll das innere Verhalten eines Systems, etwa bei einer Simulation untersucht werden, muss zwangsweise eine White Box erstellt werden.

### Dimension
Hauptartikel für physikalische Dimensionen: Dimension (Größensystem). Hauptartikel für mathematische Dimensionen: Dimension (Mathematik)
Die Dimension eines Systems ist die Anzahl der Zustandsvariablen, mit der das mathematische Modell beschrieben wird.

### Modellgleichung
Eine Modellgleichung ist das formelle mathematische Modell eines Systems in Form einer Funktion.
Modellgleichungen haben grundsätzlich die Form {\displaystyle \{{\mathcal {V}}\}=f(\{{\mathcal {R}}\},\{{\mathcal {V}}\},\{p\})}
{\displaystyle \{{\mathcal {V}}\}}
ist eine Menge von Modellvariablen.
{\displaystyle \{{\mathcal {R}}\}}
ist eine Menge von Relationen, die auf das System einwirken.
{\displaystyle \{p\}}
ist eine Menge von Modellkonstanten.
Grundsätzlich kann jede der Mengen leer sein. Oft besteht die Menge auch nur aus einem Element. Es ist daher üblich in einer konkreten Modellgleichung nur benötigte Mengen anzugeben und die Elemente der benötigten Teilmengen per Index zu bestimmen. Abhängig vom Wissenschaftsbereich für den eine Modellgleichung erstellt wird, bekommen die Elemente einer Modellgleichung andere Variablennamen.
In den verschiedenen Fachgebieten werden unterschiedliche Variablennamen benutzt, passend zur Fachsprache und üblichen Variablennamen des Gebiets.

## Arten mathematischer Modelle

### Statische Modelle
Beschreiben den Zustand eines Systems vor und nach Änderungen äußerer Relationen, nicht jedoch während einer Änderung. Ein einfaches statisches Modell wäre etwa die Berechnung der Mischungstemperatur zweier verschieden warmer Flüssigkeiten. Über ein statisches Modell kann die Temperatur vor der Mischung berechnet werden und es kann die Temperatur nach der Mischung berechnet werden. Die Systemgleichung eines statischen Modells hat die allgemeine Form {\displaystyle {\mathcal {V}}={\mathit {f}}({\mathcal {R}})}
wobei {\displaystyle {\mathit {f}}} eine beliebig komplexe Funktion sein kann und es durchaus möglich ist, dieser Funktion weitere Parameter als Konstante zu übergeben.

### Dynamische Modelle
Beschreiben die Reaktion eines Systems auf Änderungen äußerer Relationen. Mit derartigen Modellen ließe sich die Temperaturänderung der Mischung während der Mischung beschreiben.

#### Zeitlich Kontinuierliche Modelle
Beschreiben die Reaktion eines Systems bei Änderungen äußerer Relationen über einen kontinuierlichen Zeitraum. Die Modellierung erfolgt mit Differentialgleichungen. Im Mischungsbeispiel wäre das Modell eine Funktion, über die zu jedem beliebigen Zeitpunkt die Änderungstendenz berechnet werden kann. Über die Integration der Gleichung kann die Temperatur zu jedem Zeitpunkt berechnet werden. Die Systemgleichung eines zeitlich kontinuierlichen Modells hat die allgemeine Form: Zeitliche Veränderung von {\displaystyle {\mathcal {V}}={\mathit {f}}({\mathcal {R}},{\mathcal {V}})} beziehungsweise {\displaystyle {\frac {\rm {d{\mathcal {V}}}}{\rm {d{\mathit {t}}}}}={\mathcal {V}}(t)'={\mathit {f}}({\mathcal {R}},{\mathcal {V}})}

#### Zeitlich Diskrete Modelle
Nicht alle Prozesse lassen sich kontinuierlich beschreiben. Oft erfolgen Messungen nur in bestimmten Intervallen. Der Systemzustand zwischen diesen Intervallen ist nicht bekannt, also diskret. Mit Hilfe von Zeitreihenanalysen können Differenzengleichungen zur Modellierung derartiger Systeme erstellt werden. Die Systemgleichung eines derartigen Modells hat die allgemeine Form {\displaystyle {\mathcal {V}}^{(k+1)}={\mathit {f}}({\mathcal {R}}^{(k)},{\mathcal {V}}^{(k)})}

#### Räumlich Kontinuierliche Modelle
Zur Modellierung von Systemen, bei denen neben einer zeitlichen auch die räumliche Dimension relevant ist, werden räumlich kontinuierliche Modelle mit Hilfe von partieller Differentialgleichung erstellt. Im Mischungsbeispiel könnte mit Hilfe eines solchen Modells zum Beispiel bestimmt werden, welche Temperatur zu einem bestimmten Zeitpunkt an einer bestimmten Stelle im Mischungsgefäß erreicht wird.

#### Stochastische Modelle
Nicht alle Systeme verhalten sich deterministisch, also vorhersagbar. Ein typisches Beispiel ist der Zerfallsprozess von radioaktiven Isotopen. Über einen gewissen Zeitraum ist zu erwarten, dass eine bestimmte Menge von Isotopen zerfallen ist, aber es ist nicht vorhersagbar wann genau dies passieren wird. Zur Modellierung derartiger Systeme werden stochastische Modelle mit Hilfe von Wahrscheinlichkeitsrechnungen erstellt.

## Klassifizierung mathematischer Modelle
Nach dem Änderungsverhalten
in statische oder dynamische Modelle
Nach der Kontinuität
in diskrete oder kontinuierliche Modelle (siehe auch Gittermodell)
Nach der Vorhersagbarkeit
in stochastische und deterministische Modelle
Nach der Anzahl der Systemvariablen
in 1- bis n-dimensionale Modelle
Nach der Art der Gleichungen und Gleichungssysteme
in lineare, quadratische und exponentielle Modelle
Nach dem Wissenschaftszweig
etwa in physische, chemische, … Modelle

## Modellierung eines Beispielsystems

### Formulierung des Modells
Magnetismus kann verschiedene Ursachen haben; in einem einzelnen Magneten können verschiedene Mechanismen wirken, die den Magnetismus hervorbringen, verstärken oder abschwächen; der Magnet kann aus kompliziert aufgebauten, verunreinigten Materialien bestehen; und so weiter. In dieses Durcheinander versucht man Licht zu bringen, indem man Modellsysteme untersucht. Ein physikalisches Modell für einen Ferromagneten kann etwa so lauten: eine unendlich ausgedehnte (man sieht also von Oberflächeneffekten ab), periodische (man sieht also von Gitterfehlern und Verunreinigungen ab) Anordnung atomarer Dipole (man konzentriert sich auf den Magnetismus gebundener Elektronen und beschreibt diesen in der einfachsten mathematischen Näherung).

### Untersuchung des Modells
Um das soeben eingeführte physikalische Modell eines Ferromagneten zu untersuchen, sind verschiedene Methoden denkbar:
- Man könnte ein dreidimensionales, physisches Modell bauen, etwa ein Holzgitter (das das atomare Gitter repräsentiert), in dem frei bewegliche Stabmagneten (die die atomaren Dipole repräsentieren) aufgehängt sind. Dann könnte man experimentell untersuchen, wie sich die Stabmagneten in ihrer Ausrichtung gegenseitig beeinflussen.
- Da die Naturgesetze, denen die atomaren Dipole unterworfen sind, wohlbekannt sind, kann man aber auch den Modellmagneten durch ein System geschlossener Gleichungen beschreiben: auf diese Weise hat man aus dem physikalischen Modell ein mathematisches Modell erhalten.
  - Dieses mathematische Modell kann man in günstigen Fällen mit analytischen Methoden exakt oder asymptotisch lösen.
  - In vielen Fällen setzt man einen Computer ein, um ein mathematisches Modell numerisch auszuwerten.
- Ein so genanntes Computermodell ist nichts anderes als ein mathematisches Modell, das man mit dem Computer auswertet. Dieser Vorgang wird auch Computersimulation genannt.
- Die Untersuchung von Modellen kann sich, wie jede wissenschaftliche Tätigkeit, verselbständigen:
  - im genannten physikalischen Beispiel kann man die Anordnung der Dipole oder deren Wechselwirkung beliebig variieren. Damit verliert das Modell den Anspruch, eine Wirklichkeit zu beschreiben; man interessiert sich nun dafür, welche mathematischen Konsequenzen eine Änderung der physikalischen Annahmen hat.

### Validierung des Modells
Man wählt Parameter aus, die man einerseits aus experimentellen Untersuchungen an realen Ferromagneten kennt und die man andererseits auch für das Modell bestimmen kann; im konkreten Beispiel zum Beispiel die magnetische Suszeptibilität als Funktion der Temperatur. Wenn Vorbild und Modell in diesem Parameter übereinstimmen, dann kann man zurückschließen, dass das Modell relevante Aspekte der Wirklichkeit korrekt wiedergibt.

## Beispiele mathematischer Modelle
Die wohl bekanntesten und ältesten Anwendungsbeispiele für mathematische Modelle sind die natürlichen Zahlen, die die Gesetzmäßigkeiten beim „Zählen“ konkreter Objekte beschreiben, die erweiterten Zahlenmodelle, die das klassische „Rechnen“ beschreiben, sowie die Geometrie, die die Landmessung ermöglichte.
Elektrotechnik
- Elektrischer Widerstand eines Leiters: Basierend auf dem Ohmschen Gesetz wird mit diesem Modell der Wert eines idealen ohmschen Widerstands berechnet. Dabei handelt es sich um ein eindimensionales, statisches Modell.

Physik
- Raketengleichung: Dieses Modell beschreibt die Gesetzmäßigkeiten des Raketenantriebs. Es handelt sich um ein eindimensionales, zeitkontinuierliches Modell. Dabei ist die Variable die Ausströmgeschwindigkeit, während Raketen- und Treibstoffmasse lediglich Parameter darstellen.

Astronomie
- Gravitationsgesetz: Beim Newtonschen Gravitationsgesetz handelt es sich um ein dreidimensionales, raumkontinuierliches Modell.

Chemie
- Gibbs-Helmholtz-Gleichung: Dieses Modell beschreibt die Wärmebilanz chemischer Reaktionen. Es handelt sich um ein zeitdiskretes Modell.

Mathematik
- Galtonbrett: Das Galtonbrett ist ein Versuchsaufbau zur Verdeutlichung von Wahrscheinlichkeitsverteilungen. Das Modell ist ein Beispiel für ein eindimensionales, stochastisches Modell.

Numerische Simulation
- Finite-Elemente-Methode: Die FE-Methode (FEM) ist ein bewährtes mathematisch-numerisches Approximationsverfahren für die numerische Simulation vielfältiger physikalischer Prozesse, das mit bereichsweisen Polynomansätzen auf einer Minimierung des integralen Fehlerresiduums beruht. Die räumliche und zeitliche Diskretisierung für statische und dynamische Tragstrukturen basiert auf leistungsfähigen Matrizenalgorithmen, die auch in objektorientierten Klassenstrukturen abgebildet werden können. Dabei werden in C++ die arithmetischen und funktionalen Standardoperatoren für die Matrizenoperationen überladen und durch entsprechende Klassenmethoden definiert.[3]

Spieltheorie (Volkswirtschaftslehre)
- Gefangenendilemma: Dieses Modell beschreibt, wie zwei Subjekte eine jeweils rational vorteilhafte Entscheidung treffen, die insgesamt für beide Seiten nachteilig ist. Es handelt sich um ein zweidimensionales, zeitdiskretes Modell.

Betriebswirtschaftslehre
- Gewinnmaximierung: Abhängig von der Kostenstruktur und der Absatzfunktion, lässt sich mit diesem Modell der Punkt mit dem maximalen Gewinn berechnen. Es handelt sich um ein zweidimensionales, zeitkontinuierliches Modell.

Soziologie
- La-Ola-Welle: Das mathematische Modell der La-Ola-Welle wird im nature-Magazin beschrieben.[4][5]

## Grenzen mathematischer Modelle
“After having been involved in numerous modeling and simulation efforts, which produced far less than the desired results, the nagging question becomes; Why?”

„Nachdem ich an vielen Modellierungs- und Simulationsbemühungen teilgenommen habe, die weit weniger als die erhofften Ergebnisse gebracht haben, entsteht die quälende Frage; Warum?“

Mathematische Modelle sind eine vereinfachte Darstellung der Realität, nicht die Realität selbst. Sie dienen der Untersuchung von Teilaspekten eines komplexen Systems und nehmen dafür Vereinfachungen in Kauf. In vielen Bereichen würde eine vollständige Modellierung aller Variablen zu einer nicht mehr beherrschbaren Komplexität führen. Modelle, insbesondere solche, die menschliches Verhalten beschreiben, stellen nur eine Annäherung an die Wirklichkeit dar. Es ist nicht immer möglich, mit Modellen die Zukunft berechenbar zu machen.
Ergänzend dazu sei folgendes Zitat von George Box aus dem Jahr 1976 erwähnt.

“All models are wrong, but some are useful.”

„Alle Modelle sind falsch, aber manche sind nützlich.“

## Sonstige mathematische Modelle
Mathematische Modelle, die sich nicht eindeutig in obige Struktur einordnen lassen, aber von großer Bedeutung für die Lösung praxisrelevanter Probleme sind, sind Modelle in den Bereichen der Statistik bzw. des Maschinellen Lernens (Machine Learning Model) und der Mathematischen Optimierung (Optimierungsmodell).